# Fairground Attraction
Fairground Attraction ist eine britische Akustik-Popgruppe, die durch ihren ersten Hit Perfect im Frühjahr 1988 bekannt wurde. Nach einer 34-jährigen Pause wurde die Band im Jahr 2024 neuformiert.

## Bandgeschichte und Wirken
Nach Anfängen in Clubs und Lokalen kam die Band 1987 zu RCA und veröffentlichte ihre erste Single Perfect im März 1988. Das Lied erreichte den 1. Platz der UK-Charts. 
Ihr Album The First of a Million Kisses war eine charakteristische Mischung aus Folk-, Jazz-, Country- und Cajun-Elementen. Die Lieder des Longplayers, außer dem von Eddi Reader stammende Whispers, schrieb Mark E. Nevin. Es wurde im Mai 1988 veröffentlicht, stieg auf Platz 3 in die Albumcharts ein, kletterte bis auf Platz 2 und erhielt Doppelplatin. 
Drei weitere Singles wurden bis Anfang 1989 aus dem Album ausgekoppelt: Find My Love (UK Platz 7), A Smile in a Whisper und Clare. Bei den BRIT Awards 1989 gewann die Gruppe einen Preis für Perfect als beste Single und für The First of a Million Kisses als bestes Album.
Fairground Attraction war auch in weiteren europäischen Ländern populär und trat sogar in den Vereinigten Staaten auf, doch ihren größten Erfolg außerhalb Europas hatte die Band in Japan. Während der dortigen 1989er Tournee entstand das einzige Livealbum der Gruppe, Kawasaki Live in Japan.
Im September 1989 begannen die Aufnahmen zur zweiten LP Ay Fond Kiss. Im Januar 1990 löste sich die Band auf; Gerüchte über das Ende hatte es bereits zuvor gegeben. Das zweite Album und die Single Walking After Midnight erschienen im Mai 1990.
Im März 2024 veröffentlichte Reader die Single What’s wrong with the World?

## Mitglieder
- Eddi Reader (Gesang)
- Horst B. Kramer (Gitarre)
- Mark E. Nevin (Gitarre)
- Roy Doods (Schlagzeug, Percussion)
- Simon Edwards (Guitarrón)

## Diskografie

### Alben
- 1988: The First of a Million Kisses (Autor: Mark E. Nevin; Autor Whispers: )
- 1990: Ay Fond Kiss
- 2003: Kawasaki Live in Japan (Aufnahme: 2. Juli 1989)

### Kompilationen
- 1994: The ★ Collection (feat. Eddi Reader)
- 1995: Perfect: The Best of Fairground Attraction
- 1996: The Very Best of Fairground Attraction (feat. Eddi Reader)
- 1997: Eagle Masters
- 1998: 80s Eternal Best: Fairground Attraction Best
- 2000: Perfect
- 2004: The Very Best of Fairground Attraction
- 2017: The first of a million kisses – Expanded Edition – Album, B-sides, Demos, Live and Unreleased Songs (Doppel-CD, Cherry Red Records, enthält 40 Titel, davon 8 Titel Live in Japan)

### Singles
- 1988: Perfect
- 1988: Find My Love
- 1988: A Smile in a Whisper
- 1989: Clare
- 1990: Walking after Midnight
- 1993: Perfect (Version der Kompilation Celtic Heart)
- 2024: What’s wrong with the World?

### Videoalben
- 1989: The First of a Million Kisses (inkl. Videoclips Perfect, Find My Love, A Smile in a Whisper und Clare)
- 1990: Full House (Liveaufnahme: 15. März 1989 Docks, Hamburg)

## Auszeichnungen für Musikverkäufe
| Goldene Schallplatte - Schweden - 1988: für die Single Perfect |

Anmerkung: Auszeichnungen in Ländern aus den Charttabellen bzw. Chartboxen sind in ebendiesen zu finden.
| Land/RegionAuszeichnungen für Musikverkäufe (Land/Region, Auszeichnungen, Verkäufe, Quellen) | Silber  | Gold  | Platin     | Verkäufe | Quellen              |
| -------------------------------------------------------------------------------------------- | ------- | ----- | ---------- | -------- | -------------------- |
| Schweden (IFPI)                                                                              | —       | Gold1 | —          | 25.000   | sverigetopplistan.se |
| Vereinigtes Königreich (BPI)                                                                 | Silber1 | —     | 2× Platin2 | 800.000  | bpi.co.uk            |
| Insgesamt                                                                                    | Silber1 | Gold1 | 2× Platin2 |          |                      |